# Benjamin Howard Baker
Benjamin Howard Baker (* 13. Februar 1892 in Liverpool; † 10. September 1987 in Warminster) war ein britischer Leichtathlet und Fußballer.

## Werdegang

### Karriere als Leichtathlet
Benjamin Howard Baker gehörte zur Spitze der britischen Hoch- und Dreispringer. Vor dem Ersten Weltkrieg gewann er 1910 als 18-Jähriger erstmals die britische Hochsprung-Meisterschaft. Diesen Titel konnte er 1912 und 1913 zwei weitere Male gewinnen. 1921 stellte er mit 1,95 m einen Landesrekord im Hochsprung auf, der 25 Jahre Bestand hatte.
1912 nahm er an den Olympischen Sommerspielen in Stockholm teil. Am 7. Juli begann der Hochsprung-Wettbewerb. Die geforderte Qualifikationshöhe von 1,83 m schaffte Howard Baker ohne Probleme und konnte am nächsten Tag im Finale antreten. Dort übersprang er die Höhen von 1,60 m, 1,70 m und 1,75 m jeweils im ersten Versuch. Drei Fehlversuche über 1,80 m bedeuteten jedoch das Aus und den 11. und letzten Platz im Hochsprungfinale. Am 13. Juli trat er dann im Standhochsprung an, der zum letzten Mal bei Olympischen Spielen ausgetragen wurde. Mit 1,35 m in der Qualifikation, gefordert waren 1,50 m, blieb er weit unter seinen Erwartungen und schied als 16. aus.
Acht Jahre später trat Benjamin Howard Baker dann bei den Olympischen Sommerspielen von Antwerpen an. Hier startete er im Hoch- und Dreisprung. Die Hochsprung-Qualifikation begann am 15. August, gefordert waren 1,80 m, die er auch ohne Mühe schaffte. Im Finale am 17. August übersprang er 1,85 m und wurde mit dieser Leistung Sechster. Am 19. August ging es zur Dreisprung-Qualifikation. Unabhängig von der Weite kamen hier die sechs besten Springer ins Finale. Mit 13,675 m belegte Howard Baker Rang 8 und schied aus.
Howard Baker war sportlich sehr vielseitig. In der Leichtathletik versuchte er sich zudem als Hürdenläufer, Diskuswerfer und Weitspringer. Auch in anderen Sportarten war er zu finden. Als Tennisspieler gewann er im Doppel die Welsh Covered Courts. Auch als Wasserballer war er sehr gefragt.

#### Persönliche Bestleistungen
- Hochsprung: 1,95 m (1921)
- Dreisprung: 13,68 m (1920)
- Weitsprung: 6,58 m (1921)
- Diskuswurf: 31,75 m (1920)
- Hürdenlauf über 120 Yards: 18,0 s (1921)

### Karriere als Fußballspieler
Schon in seiner Jugend war Howard Baker ein begeisterter Fußballspieler. Seine Position war der Torwartposten. Nach einigen Jahren in verschiedenen Amateurvereinen schloss er sich 1919 dem FC Liverpool als Profi an. Nebenbei war er aber auch immer noch als Amateur für den Corinthian FC aktiv. 1921 ging er nach Everton und feierte dort sein Profidebüt. Noch im gleichen Jahr wechselte er zu FC Chelsea.
Für den FC Chelsea lief er am 15. Oktober 1921 erstmals auf. Insgesamt absolvierte er bis zum 28. November 1925 92 Liga- und ein FA-Cup-Spiel.
1926 ging er zurück zum FC Everton und spielte dort 11 Mal. Seine Karriere ließ er dann 1928 bis 1929 bei Oldham Athletic ausklingen. In seinem sechsten Ligaspiel am 19. November 1921 gegen Bradford City verwandelte er einen Elfmeter. Dieses Tor war gleichzeitig das Siegtor, das Spiel endete 1:0.
1921 wurde Benjamin Howard Baker das erste Mal in die englische Nationalmannschaft berufen. Seinen ersten Einsatz im Nationalteam hatte er am 21. Mai 1921 in Brüssel gegen Belgien. Die englische Mannschaft gewann 2:0. Seinen zweiten und letzten Einsatz hatte er dann vier Jahre später. Am 24. Oktober 1925 spielte die englische Mannschaft in Belfast gegen Irland. Das Spiel endete 0:0.

### Leben nach dem Sport
Nach Beendigung seiner aktiven Sportlerlaufbahn stieg Benjamin Howard Baker in das Familienunternehmen ein. Durch seine Arbeit in dem Unternehmen, das u. a. Suppen herstellte und auch in der Chemieindustrie tätig war, wurde er ein erfolgreicher Geschäftsmann im Großraum Liverpool. Am 10. September 1987 verstarb Benjamin Howard Baker im Alter von 95 Jahren in Warminster in der Grafschaft Wiltshire in West-England.